# Bella figlia dell'amore
Bella figlia dell'amore è un quartetto vocale dell'opera Rigoletto di Giuseppe Verdi.
Viene considerato uno dei quartetti più celebri di tutta l'opera lirica. È intonato nel terzo atto dai personaggi del Duca (tenore), Maddalena (contralto), Gilda (soprano) e Rigoletto (baritono), dei quali vengono delineate in maniera molto efficace le caratteristiche e i sentimenti.
Di questo brano Franz Liszt realizzò un adattamento per pianoforte intitolato Parafrasi da concerto sul Rigoletto (1859, S. 434); una versione per pianoforte fu realizzata anche dal compositore tedesco Wilhelm Krüger.

## Testo
DUCA a Maddalena:

Bella figlia dell'amore,

Schiavo son dei vezzi tuoi;

Con un detto sol tu puoi

Le mie pene consolar.

Vieni e senti del mio core

Il frequente palpitar.
MADDALENA rispondendo al duca:

Ah! ah! rido ben di core,

Che tai baie costan poco

Quanto valga il vostro gioco,

Mel credete, so apprezzar.

Son avvezza, bel signore,

Ad un simile scherzar.
GILDA a sé stessa:

Ah, così parlar d'amore

A me pur l'infame ho udito!

Infelice cor tradito,

Per angoscia non scoppiar.
RIGOLETTO a Gilda:

Taci, il piangere non vale...

Ch'ei mentiva sei sicura.

Taci, e mia sarà la cura

La vendetta d'affrettar.

Sì, pronta fia, sarà fatale,

Io saprollo fulminar.

## Curiosità
- La trama del film Quartet, diretto da Dustin Hoffman ruota intorno all'esibizione di questo quartetto.
- Nel film Amici miei il brano viene intonato più volte dai protagonisti.